# Catherine Fauln
Catherine Fauln (nom de plume de Raymonde Thora Jensen), née à Renaix (Belgique), le 6 juin 1911 et morte à San Felipe del Agua, village de Oaxaca de Juárez (Mexique), le 18 mars 1951, est une poétesse belge, d'origine danoise par son père. 
Quelques-uns de ses poèmes ont été, notamment, publiés dans la Revue française Le Goéland, de Théophile Briant et elle a, elle-même, édité deux ouvrages de poésie : Fenêtre sur le paradis (1946) et Chants pour la statue (1948). Un troisième ouvrage, Cinquante poèmes, a été édité à titre posthume, en 1988, par son ami, l'écrivain et poète belge Alexis Curvers. 

## Biographie
Raymonde Thora Jensen est née le 6 juin 1911, à Renaix dans la province de Flandre-Orientale. Mariée à Pierre De Geynst, elle s'est vouée à la poésie, à défaut de pouvoir être mère, et a pris comme nom de plume 'Catherine Fauln', d'après un personnage de L’Enfer, de Patrice de La Tour du Pin.
Disciple de Vincent Muselli, elle a côtoyé, durant sa courte vie, de nombreux artistes et écrivains belges et français - parmi lesquels George Grard, Pierre Caille, Paul Delvaux, Edith et Albert Dasnoy, Edgard Tytgat, Pierre Fisson et le poète Théophile Briant (auteur de Surcouf, Le corsaire invincible - qu'elle appelait affectueusement 'cher corsaire'). Elle a entretenu une longue correspondance avec eux et échangé également quelques correspondances avec Colette, dont elle a fait la connaissance par l'intermédiaire de Briant.
Elle a habité durant plusieurs années une fermette à Saint-Idesbald, petit village à côté de Coxyde, station balnéaire de Flandre Occidentale et lieu de villégiature privilégié de nombreux artistes belges.
La poésie de Catherine Fauln reflète sa souffrance, mais aussi ses passions : la musique et le XVIIIe siècle français. Inlassable chineuse, elle collectionnait les automates et autres objets anciens ou partitions musicales, surtout de Mozart, qu’elle jouait dans la 'petite maison' que son époux et elle habitèrent ensuite, en bordure de la Forêt de Soignes à Rhode-Saint-Genèse.
Elle a publié ses deux recueils de poésie peu après la Seconde Guerre mondiale en 1946 et 1948. En 1948, Théophile Briant lui a dédié son texte Universalité de la Poésie.
Vers 1950, elle avait formé, avec Muselli et Curvers, un projet de revue, qui sera réalisé par Curvers après sa mort : la revue La Flûte enchantée, dont le premier numéro lui a été dédié.
Elle a rejoint, en décembre 1950, ses amis Hélène et Pierre Fisson au Mexique, où ce dernier avait été envoyé comme attaché de presse. Elle les a quittés pour se rendre à Oaxaca de Juárez, où elle a absorbé (selon le Certificat de décès du 21 juin 1951, délivré par le Gouvernement constitutionnel de l’État d’Oaxaca) une forte dose de barbituriques et elle a été trouvée morte dans son lit de l’hôtel Rancho San Felipe, le matin du 19 mars 1951.
Selon l'article nécrologique que lui a consacré Jean-Marie de Saint-Ideuc, « elle a voulu que sur la dalle de sa tombe, on gravât simplement son nom de poésie, qu’elle avait emprunté à Patrice de la Tour du Pin : 'Catherine Fauln'. » Toujours dans cet article, Saint-Ideuc la décrit comme « un adorable poète, une nature où l’ange et la bête se mélangeaient d’une façon très mystérieuse. La photographie(...) donne bien son climat de 'fille de la forêt' (presque une enfant de Kipling) ne se 'réalisant' pleinement que dans la compagnie des bêtes sauvages. »
En hommage à son talent inachevé, ses amis ont publié, à titre posthume, quelques-uns de ses poèmes inédits, notamment dans Le Goéland. Un prix littéraire lui a été consacré par cette revue, le prix Catherine Fauln, qui a été décerné trois fois, récompensant de jeunes poètes de moins de trente ans.
Catherine Fauln imprimait elle-même ses poèmes sur une presse à platine Schildknecht. Cette presse, héritée par Alexis Curvers, a été, par la suite, acquise par la Bibliothèque royale de Belgique. C'est avec cette presse qu'Alexis Curvers a réalisé le projet de revue de poésie que Muselli, elle et lui avaient formé. En hommage à l'amour de Catherine Fauln pour Mozart, la revue a été appelée La Flûte enchantée et le premier numéro lui a été dédié. Des années plus tard, en 1988, Alexis Curvers a publié un recueil de ses poèmes, intitulé Cinquante poèmes.

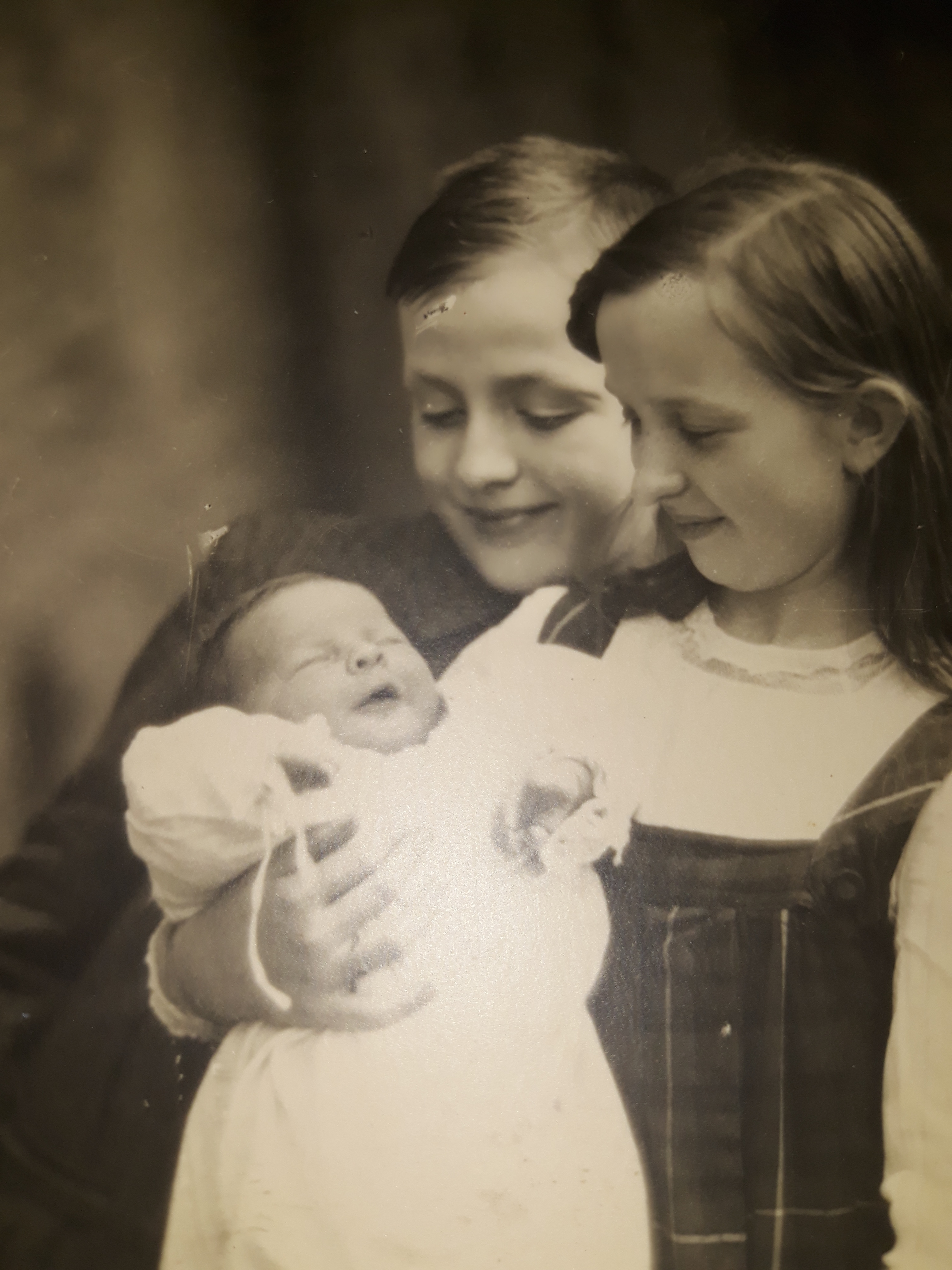
Yvonne, Jürgen et Raymonde Jensen, photographiés par leur père, Théodore Jensen
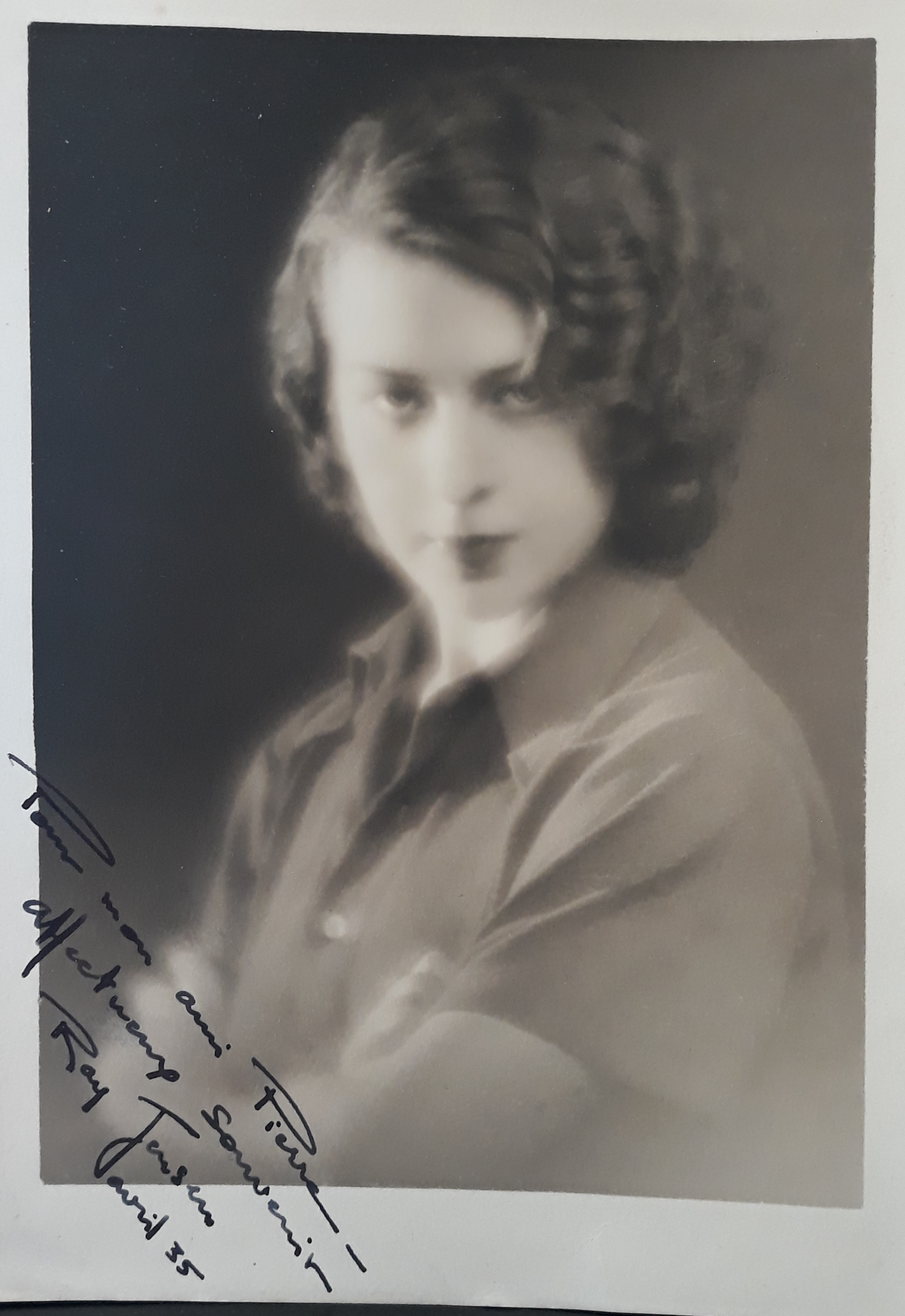
Photo de 'Ray' Jensen, dédicacée à Pierre De Geynst, 1931
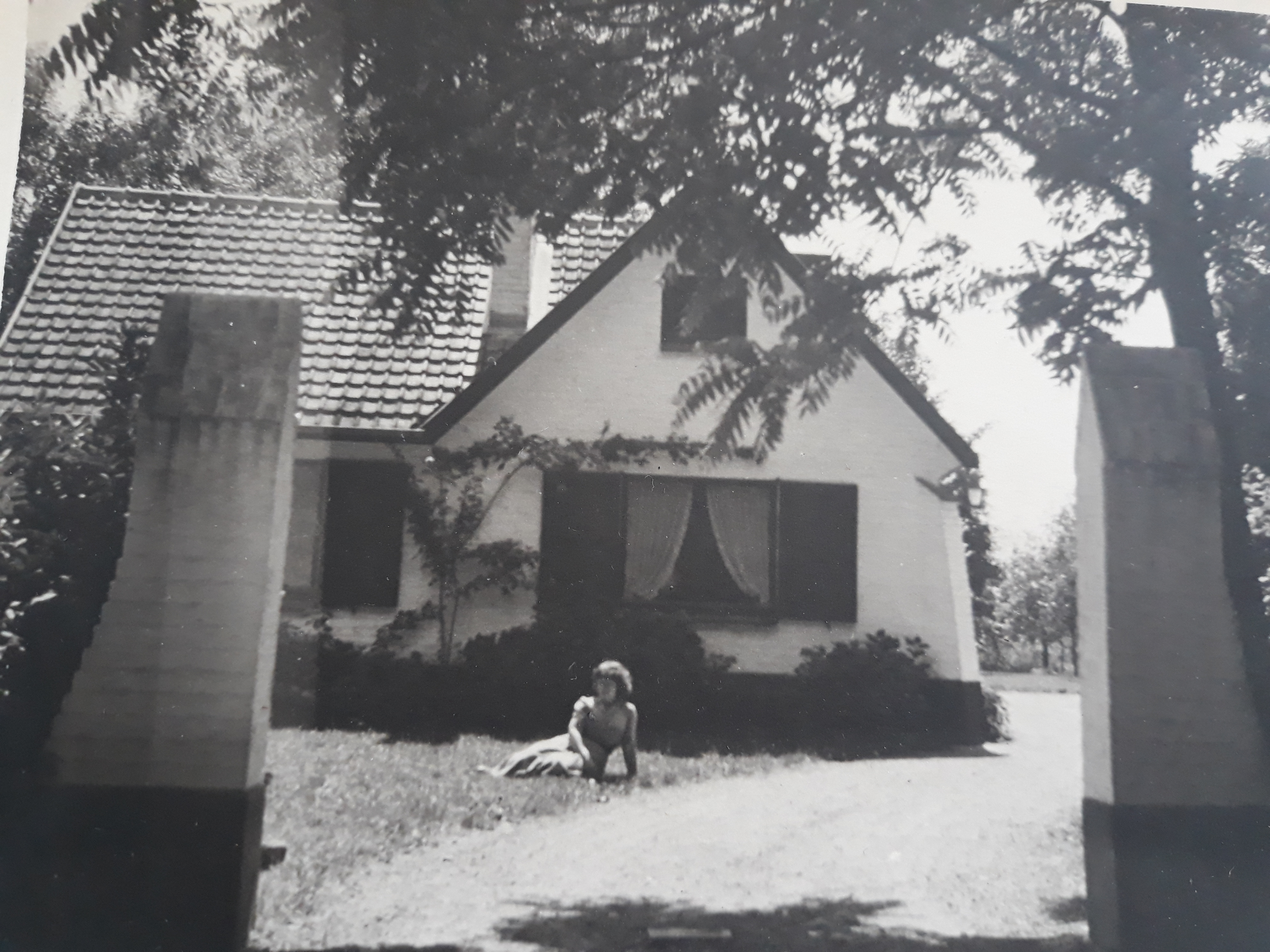
La 'Petite Maison' de Rhode Saint-Genèse, en bordure de la Forêt de Soignes

## Catherine Fauln dans l'enseignement
Les poèmes de Catherine Fauln sont étudiés dans certaines écoles et cités en exemple pour la rédaction de poésies, notamment son poème Le Trésor, qui est un exemple d'anaphore (rhétorique) et utilisé comme tel dans l'enseignement, , , . D'autres poèmes sont également entrés dans la pédagogie de la poésie,.

## Œuvres

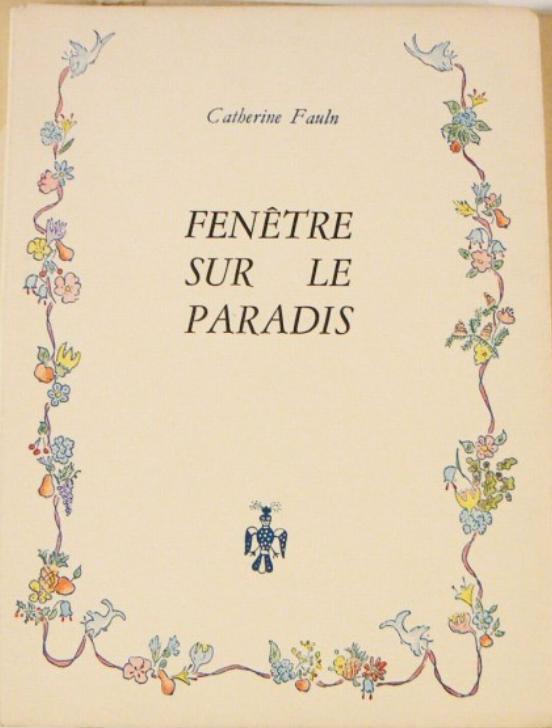
Couverture du Recueil Fenêtre sur le paradis, avec une guirlande d'Edith Dasnoy et un oiseau de Pierre Caille

- Fenêtre sur le paradis, avec une guirlande d'Edith Dasnoy, un oiseau et une dame de Pierre Caille, et une fenêtre de Serge Creuz pour l'emboitage, Sous le signe de l’Oisel, 1946
- Langage d'Ève, Le Goéland 87, 1948 p. 1[lire en ligne]
- Les Maudits,Le Goéland 96, 1950 p. 3 [lire en ligne]
- Chants pour la statue, Bruxelles, 1948[19]
- Les Éphémères, chanson (imp. par l'auteur, à 3 exemplaires, s.d.) [20]
- Novembre : chanson, La Flûte enchantée, cahier no 3-4, MCMLIV, p. 51-52, 1955
- Vrai Départ, La Flûte enchantée, cahier no 5, MCMLV, p. 81 1955
- Le Trésor, La Flûte enchantée, cahier no 8, MCMLVI, p. 137 1956
- Paroles de la statue, Poètes mourants et Temples près de la mer, Huit siècles de poésie féminine, époque moderne, de Jeanine Moulin, Seghers, 1976, p. 285[21]
- , La Flûte enchantée, préface d'Alexis Curvers, Verviers, 1988[22]